# Paulo André (velocista)
Paulo André Camilo de Oliveira (Santo André, 20 de agosto de 1998), ou simplesmente Paulo André, também conhecido pela sigla P.A, é um atleta brasileiro. Nos 100m rasos, foi semifinalista nos Jogos Olímpicos de 2020 e no Mundial de 2019, além de ter ganhado uma medalha de prata no Jogos Pan-Americanos de 2019. Nesse ano também conseguiu correr a prova em 9s90, com ajuda do vento(+3.2); seu recorde pessoal é de 10s02. PA se tornou o atleta em atividade com mais seguidores no Instagram, de acordo com o levantamento da Federação Paulista de Atletismo (FPA).

## Biografia
Estrela do atletismo, Paulo André nasceu em Santo André, na Grande São Paulo e é filho do ex-velocista Carlos José Camilo de Oliveira, que representou o Brasil em competições na década de 1980. Durante vários anos, Paulo preferiu o gramado às pistas do atletismo. A rapidez do garoto em campo, no entanto, garantiu ao adolescente o apelido "McLaren" — em alusão a montadora de carros de Fórmula 1.
Foi quando o pai percebeu que o filho tinha talento para ser velocista e o incentivou a correr uma competição estudantil de atletismo. Paulo André teve um resultado melhor do que outros adolescentes que já treinavam na modalidade. O atleta, que costuma dizer que os melhores anos de sua vida são os ímpares, ganhou a medalha de prata nos 100m rasos e o ouro no revezamento 4x100m rasos no Pan 2019. No mesmo ano, também venceu os 100m rasos do Troféu Brasil.
Em 2021, nas Olimpíadas de Tóquio, Paulo André foi o único brasileiro a avançar para as semifinais dos 100m, mas ficou longe de seu melhor resultado na prova, ficando na oitava colocação de sua série e o 23º colocado entre os 24 participantes da prova. Após o resultado, lamentou a ausência de seu pai e técnico, Carlos Camilo, que não foi convocado para a comissão técnica da seleção brasileira.
Em 2022, Paulo André participou da vigésima segunda temporada do reality show Big Brother Brasil, da TV Globo. Paulo André foi o vice-campeão da edição. Querido pelo público, o velocista também teve retorno nas plataformas digitais e se tornou o nome em atividade do atletismo mais seguido do mundo, ficando atrás apenas dos aposentados Usain Bolt e Caitlyn Jenner.

## Trajetória esportiva

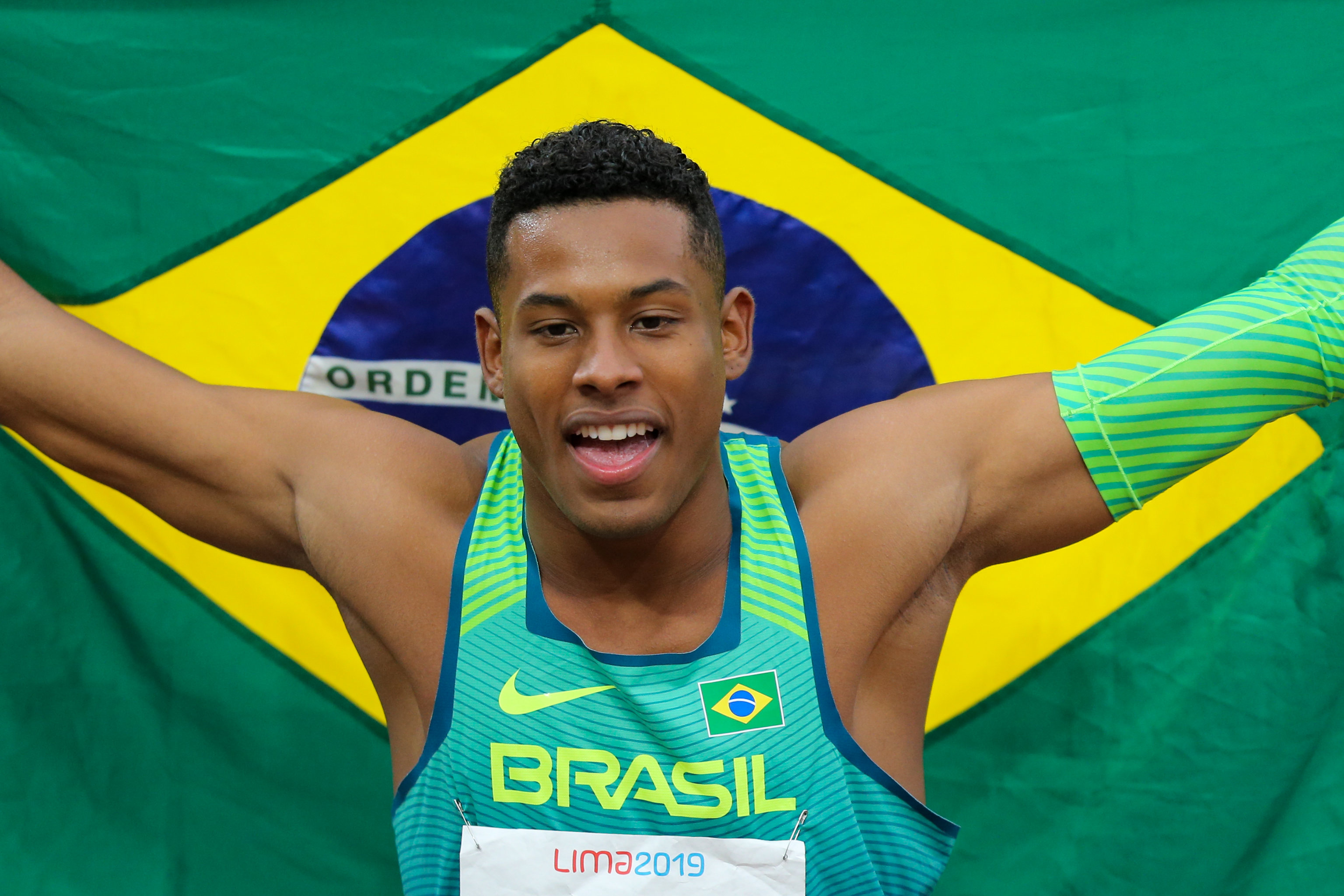
Paulo André nos Jogos Pan-Americanos de 2019.

PA começou no atletismo no projeto de iniciação esportiva Campeões do Futuro, montado pelo seu pai em Vila Velha, Espírito Santo. Começou a se destacar ao participar da equipe do Brasil que venceu o Mundial de Revezamentos de 2019, disputado em Yokohama, no Japão, com a marca de 38s05. Na Universíada de Verão de 2019, realizado em Nápoles, na Itália, ganhou dois ouros nos 100m e 200m rasos. Venceu os 100m rasos com a marca de 10s09.
Em 2016 sua melhor marca nos 100m rasos era 10s26, onde foi sua primeira competição; evoluindo para 10s08 em 2017. Em 14 de setembro de 2018, ele obteve pela primeira vez a marca de 10s02, a 2ª melhor marca da história do Brasil nos 100m rasos, perdendo apenas para Robson Caetano, com 10s cravados. Ele repetiu o tempo de 10s02 em abril de 2019.
Nos Jogos Pan-Americanos de 2019, realizados em Lima, no Peru, ele obteve a medalha de prata nos 100m rasos, prova onde o Brasil não ganhava medalha desde 1999, e o ouro no revezamento 4x100m rasos do Brasil. Em agosto de 2019, no Troféu Brasil, ele venceu os 100m rasos com a marca de 9s90, que só não foi validada como novo Recorde Sul-Americano por ter sido obtida com vento de +3,2 m/s (o limite é +2 m/s).

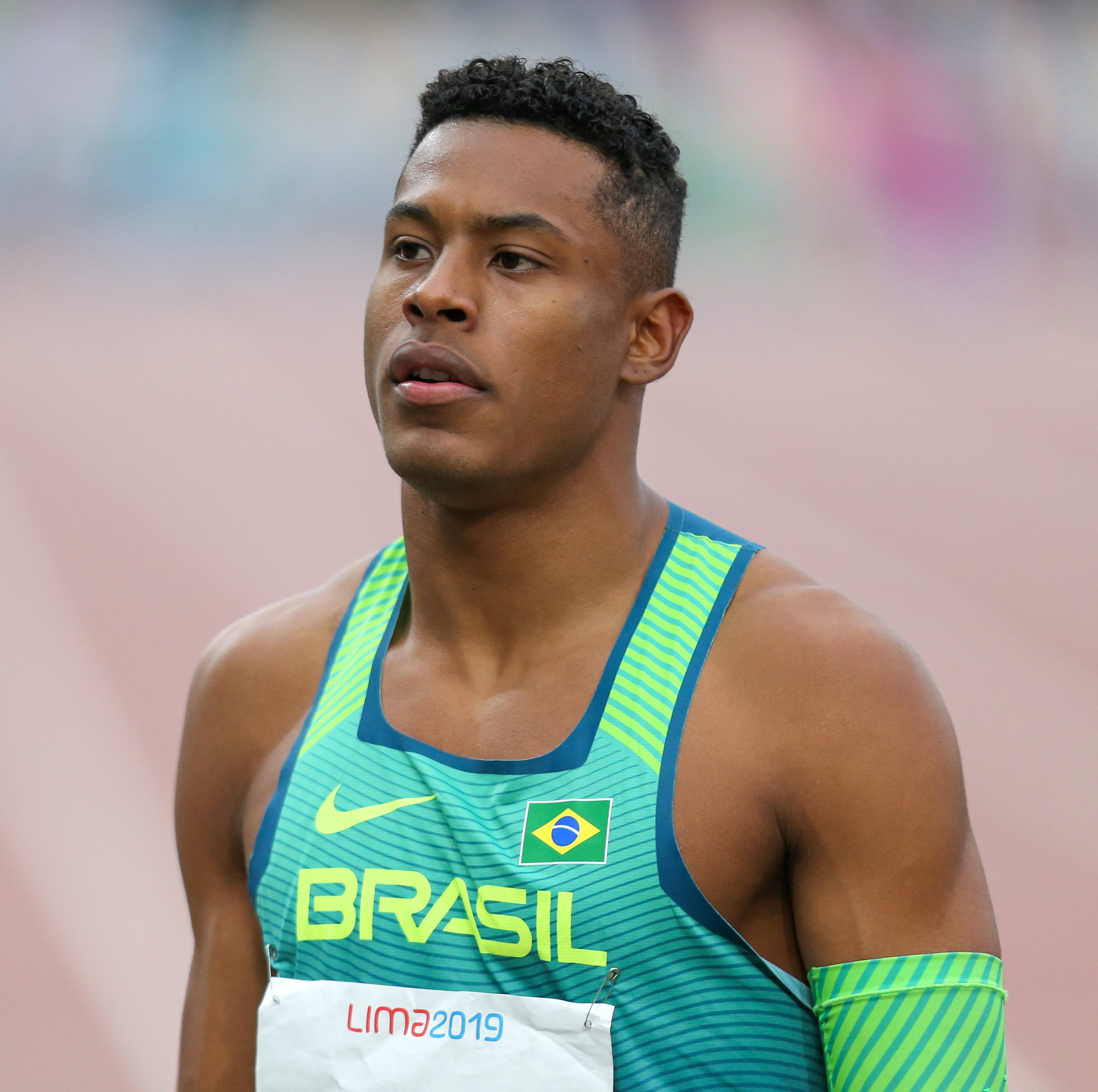
Paulo André em 2019.

No final de setembro de 2019, ele foi ao Campeonato Mundial de Atletismo, em Doha, Qatar, onde venceu a eliminatória dos 100m rasos com a marca de 10s11. A última vez que um brasileiro havia ido à semi do Mundial nesta prova, foi em Gotemburgo 1995. Ficou a apenas 0,03s de se classificar pra final: terminou em 12º no geral, com a marca de 10s14 nas semis, enquanto que o 8º e último classificado pra final obteve 10s11.

## Vida pessoal
Paulo André tem um filho, Paulo André de Andreata Camilo, nascido em 31 de agosto de 2021, fruto de seu relacionamento com Thays Andreata.

## Filmografia

### Televisão
| Ano  | Título                        | Papel                       | Notas        | Ref.   |
| ---- | ----------------------------- | --------------------------- | ------------ | ------ |
| 2022 | Big Brother Brasil            | Participante (Vice-campeão) | Temporada 22 | [ 19 ] |
| 2022 | A Vida é Irada, Vamos Curtir! | Ele mesmo                   |              | [ 20 ] |

## Prêmios e indicações
| Ano  | Prêmio                | Categoria               | Indicação                  | Resultado |
| ---- | --------------------- | ----------------------- | -------------------------- | --------- |
| 2022 | SEC Awards            | Estrela em Reality Show | Big Brother Brasil 22      | Indicado  |
| 2022 | SEC Awards            | Crush do Ano            | Paulo André                | Indicado  |
| 2022 | MTV Millennial Awards | Ícone MIAW              | Paulo André                | Indicado  |
| 2022 | MTV Millennial Awards | Vem Ni Mim              | Paulo André                | Indicado  |
| 2022 | MTV Millennial Awards | Dupla de Milhões        | Paulo André e Pedro Scooby | Indicado  |
| 2022 | MTV Millennial Awards | Realeza do Reality      | Big Brother Brasil 22      | Indicado  |